# Leucania modesta
Leucania modesta là một loài bướm đêm trong họ Noctuidae.